# Delegació del govern (Catalunya)
|  | Per a altres significats, vegeu «Delegació del Govern espanyol a Catalunya». |

Una delegació del govern de la Generalitat de Catalunya o delegació del govern és un organisme públic que representa el govern de Catalunya a l'exterior. Té com a finalitat representar, defensar i promoure els interessos generals de Catalunya. Aquesta mena d'entitats depenen orgànicament del  Departament d'Acció Exterior, Relacions Institucionals i Transparència de la Generalitat de Catalunya. Altrament anomenades com “ambaixades” en la premsa d'àmbit espanyol, per bé que en la Constitució Espanyola de 1978 la competència exclusiva de relacions internacionals depèn per exclusivament al govern d'Espanya. Tanmateix el mateix Estatut de Miravet, fins i tot després de la revisió dels recursos d'inconstitucionalitat, conté i descriu una sèrie de competències d'acció exterior, amb col·laboració amb les altres institucions de l'Estat que desenvolupin les competències que té assignades per aquest. Altres comunitats autonòmiques, a banda de Catalunya, disposen també d'oficines de promoció econòmica incloent la Comunitat de Madrid, Galícia, les Canàries o el País Basc, per bé que algunes d'elles usen denominacions críptiques com la Fundación Galícia Europa de la Xunta de Galicia.
La Generalitat manté la delegació permanent davant de la Unió Europea. A l'empara de l'article 155 de la Constitució, el govern espanyol va decretar la suspensió de les delegacions a Alemanya, EUA, Àustria, Croàcia, Dinamarca, França, Itàlia, Portugal, Regne Unit i davant les organitzacions internacionals amb seu a Ginebra, Estrasburg, París i Viena.
No s'han de confondre amb les 39 oficines de l'agència ACCIÓ, que promocionen l'activitat econòmica i comercial de Catalunya, i inscrites al Departament d'Empresa i Coneixement.

## Delegacions
La Generalitat té actives les següents delegacions:

### Àfrica
- Delegació del Govern de la Generalitat a Tunísia:
  - Delegació oberta
  - Delegat: Sr. Ahmed Benallal.

### Amèrica
- Delegació del Govern de la Generalitat a l'Argentina:
  - Delegació oberta.
  - Delegat: Josep Vives.[5]
- Delegació del Govern de la Generalitat als Estats Units d'Amèrica:
  - Adreça de la delegació: 1050 K Street NW - Suite 325 Washington, D.C (EUA)
  - Delegat: Sr. Isidre Sala Queralt
  - La delegació també acull una oficina d'ACCIÓ.
  - Altres països representats: Canadà[6]
  - Oficina de la delegació a Nova York.
    - Adreça de l'oficina a Nova York: 655 Third Ave Suite 1830 New York, NY (EUA)
    - L'oficina de NY també acull una oficina d'ACCIÓ, una oficina de l'Agència Catala de Turisme (ATC) i una oficina de l'Institut Ramon Llull
- Delegació del Govern de la Generalitat a Mèxic:
  - Delegació pendent d'obertura
  - Delegat: Sr. Lleïr Daban Hurtós.

### Europa
- Delegació del Govern de la Generalitat a Alemanya:
  - Adreça de la delegació: Friedrichstrasse, 185 Berlín (Alemanya)
  - Delegada: Sra. Marie Kapretz
  - Altres països representats: Polònia
- Delegació del Govern de la Generalitat a Espanya:
  - Adreça de la delegació: Calle Alcalá, 44 4t B Madrid (Espanya)
  - Delegat: Sr. Gorka Knörr Borràs
  - La delegació també acull el Centre Cultural-Llibreria Blanquerna, un registre d'entrada de documentació de la Generalitat i també s'hi realitzen cursos de català de l'Institut Ramon Llull.
- Delegació del Govern de la Generalitat a l'Europa Central:
  - Adreça de la delegació: Seilerstätte 11/6, 1010 Viena (Àustria)
  - Delegada: Sra. Krystyna Schreiber
  - Països representats: Àustria, Hongria, República Txeca, Eslovàquia, Eslovènia i Croàcia[7]
- Delegació del Govern de la Generalitat a França:
  - Adreça de la delegació: Saint Ferdinand, 50 París (França)
  - Delegat: Sr. Daniel Camós[8]
  - La delegació també acull una oficina d'ACCIÓ, una oficina de l'ICEC, una oficina de l'Agència Catala de Turisme (ATC) i una oficina de l'Institut Ramon Llull.
  - A la Catalunya Nord hi ha la Casa de la Generalitat a Perpinyà, però depèn orgànicament del Departament de la Presidència.
- Delegació del Govern de la Generalitat a Itàlia:
  - Adreça de la delegació: Via IV Novembre, 114 3a, local 538 Roma (Itàlia)
  - Delegat: Sr. Luca Bellizzi Cerri[9]
  - Oficina de l'Alguer (Via Columbano, 4 l'Alguer)
- Delegació del Govern de la Generalitat als Països Bàltics:
  - Adreça: pendent d'obertura
  - Delegada: Sr. Ewa Adela Cylwik[10]
  - Països representats: Estònia, Letònia i Lituània.
- Delegació del Govern de la Generalitat als Països Nòrdics:
  - Adreça de la delegació: Engelbrektsgatan 9-11, SE-114 32 Estocolm (Suècia)
  - Delegada: Francesca Guardiola
  - Països representats: Dinamarca, Finlàndia, Islàndia, Noruega i Suècia.
- Delegació del Govern de la Generalitat a Portugal:
  - Adreça de la delegació: Avinguda da Liberdade, 245 4D Lisboa (Portugal)
  - Delegat: Sr. Rui Álvaro Serra da Costa Reis[10]
- Delegació del Govern de la Generalitat al Regne Unit i Irlanda:
  - Adreça de la delegació: Fleet Street, 17 Londres (Anglaterra)
  - Delegat: Sr. Sergi Marcén i López[11]
  - La delegació també acull una oficina d'ACCIÓ, una oficina de l'ICEC, una oficina de l'Agència Catala de Turisme (ATC) i una oficina de l'Institut Ramon Llull
- Delegació del Govern de la Generalitat a Suïssa:
  - Adreça de la delegació: Rue Rousseau, 38 Ginebra (Suïssa)
  - Delegat: Sr. Gabriel Boichat
- Delegació del permanent del Govern de la Generalitat davant la Unió Europea:[12]
  - Adreça de la delegació: Rue de la Loi, 227 Brussel·les (Bèlgica)
  - Delegada: Sra. Ester Borràs.
  - Països representats: Bèlgica, Luxemburg i Països Baixos
  - La delegació també acull l'Espai Catalunya Europa, una oficina d'ACCIÓ, una oficina de l'ICEC i una oficina de l'Agència Catala de Turisme (ATC)

## Historial
Aquestes han estat les delegacions obertes pel Govern de Catalunya:

### Europa
- Delegació del Govern a Croàcia. Delegat: Sr. Eric Hauck.[13]

- Delegació del Govern a Dinamarca. Delegat: Sra. Montserrat Riba. Altres estats representats: Finlàndia, Islàndia, Noruega i Suècia.[14]
  - Delegació de Copenhaguen (Sankt Annæ Plads 13, Copenhaguen).